# Bechstedt
Bechstedt è un comune di 146 abitanti della Turingia, in Germania.
Appartiene al circondario di Saalfeld-Rudolstadt ed è amministrato sussidiariamente dalla città di Königsee.